# Olymel
Olymel est une entreprise québécoise et société en commandite (S.E.C.) , propriété de Sollio et spécialisée dans la transformation de la viande, notamment du porc, du bœuf, de la charcuterie, et de la volaille.

## Activité

### Usines
En 2024, Olymel exploite 26 usines et centres de distribution, exportant dans plus de 50 pays. Olymel compte trois usines d'abattage de porc au Québec, soit celle d'Ange-Gardien, en Montérégie, celle d'Yamachiche, en Mauricie, et celle de Saint-Esprit, dans Lanaudière. Elle opère également les usines de transformation de volaille de Sainte-Rosalie, au Québec et d'Oakville, en Ontario. 

### Marques

Logo d'Olymel

Olymel commercialise ses produits sous les marques suivantes:
- Olymel ;
- Flamingo ;
- Pinty's ;
- Lafleur ;
- La Fernandière ;
- La belle Bretagne.

## Histoire

### Groupe Olympia

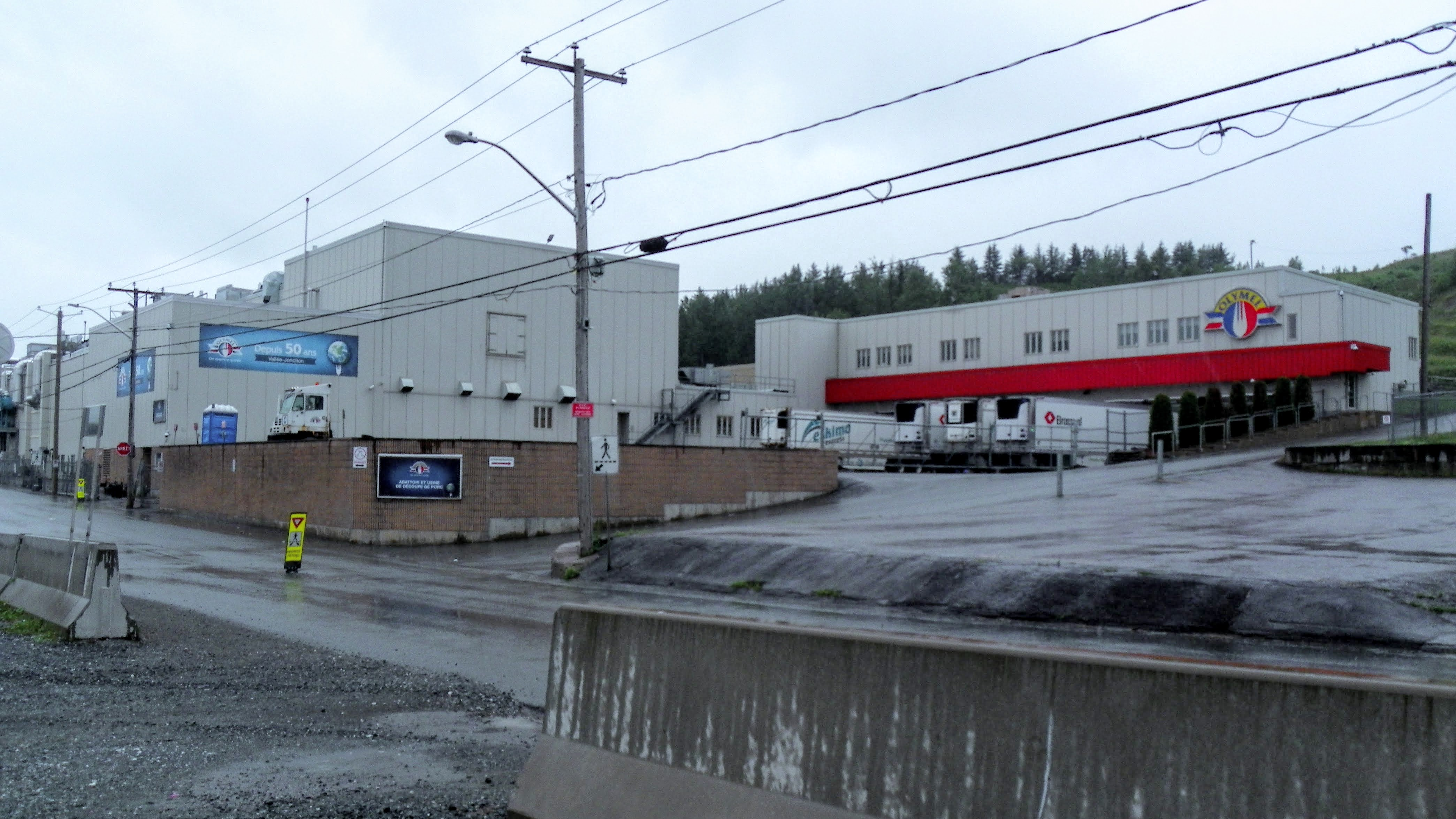
Abattoir de Vallée-Jonction.

Hiram Saint-Jean début ses activités d'abattage à Saint-Hyacinthe en 1935. La capacité d'abattage des installations adjacentes à sa ferme sont alors de 25 porcs et 1 vache par semaine. L'abattoir déménage, puis augmente son rythme de production. En 1957, l'entreprise compte 11 employés qui abattent 100 porcs par jour ainsi que quelques bovins par semaine. 
En 1985, le groupe Olympia acquiert l'abattoir Saint-Jean. À cette époque, l'usine emploie 325 personnes et abat jusqu'à 675 porcs par jour.

### Turcotte et Turmel

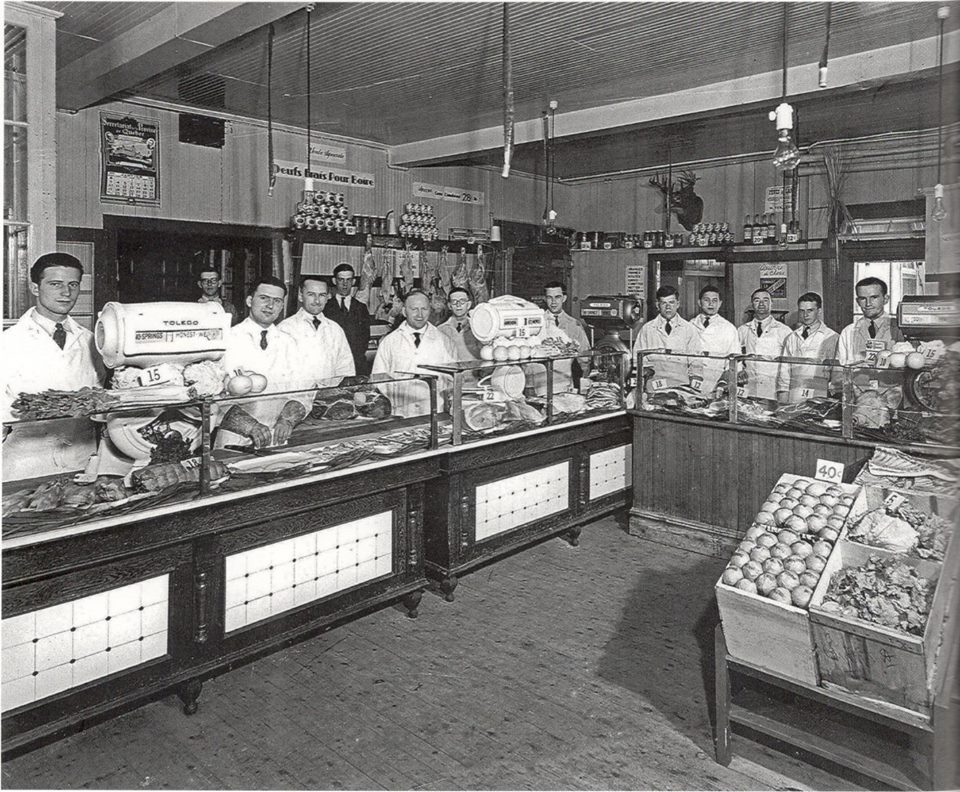
La boucherie Lafleur de la 5e Rue de Limoilou vers 1930

L'abattoir Turcotte et Turmel de Vallée-Jonction est inauguré le 17 mai 1965. Il emploie alors 10 personnes et a une capacité d'abattage de 80 porcs par jour. 
En 1975, l'abattoir de Vallée-Jonction est acquis par La Coop fédérée, une coopérative d'agriculteurs. À la fin des années 1980, Turcotte et Turmel emploie 230 personnes et abat 3 500 porcs par jour. C'est à cette époque que l'entreprise se tourne vers les marchés internationaux, exportant ses produits dans 10 pays.

### Fusions, expansions et acquisition
En 1991, La Coop fusionne sa division Turcotte et Turmel avec le Groupe Olympia dans une société en commandite; Oly-mel est ainsi créée. L'entreprise ouvre un bureau au Japon l'année suivante.
En 1996, La Coop prend le contrôle d'Olymel, puis y intègre les activités d'abattage et transformation de Volaille.
En 2001, Olymel acquiert une usine à Red Deer (Alberta).
En 2005, Olymel fusionne ses activités avec celles de Supraliment du Groupe Brochu, qui détenait alors les marques Lafleur, Prince et Galco Foods.
En 2008, un partenariat est convenu avec le producteur de volailles Westco pour la construction d'une usine à Clair (Nouveau-Brunswick). En 2013, Olymel acquiert Big Sky Farms d'Humboldt (Saskatchewan), le troisième producteur de porcs au Canada.
En 2018, Olymel acquiert l'onterienne Pinty's. En 2020, F. Menard, transformateur basé à Ange-Gardien, est acquis par Olymel.

### Conflits de travail et réduction de la production
En 2006 la compagnie tente de forcer les syndicats affiliés à la fédération du commerce Confédération des syndicats nationaux à renégocier leurs conventions collectives. La compagnie annonça, en septembre 2006, la fermeture d'une première prévue pour le 30 mars 2007 dans la ville de Saint-Simon mettant à pied 646 travailleurs. Par la suite, le 30 janvier 2007 la firme annonce la fermeture de son usine de la ville de Vallée-Jonction, la plus grande usine de transformation de porc du Québec, pour le 26 mai 2007, à la suite du refus du syndicat et des travailleurs (à 99 %) de voir leur rémunération globale amputée de 30 %. 1100 travailleurs supplémentaires sont alors placés en situation de mise à pied prochaine.
Au tournant des années 2020, plusieurs grèves touchent les établissements de production :
- À Princeville, en 2019, une grève de trois mois suspend les activités de l'usine de Princeville[14];
- À Vallée-Jonction, en 2021, une grève de quatre mois des 1100 travailleurs interrompt la production de l'usine[15]. La grève a un impact mesurable sur la production de porcs au Québec[16];
- À Drummondville, en 2023, une grève d'un mois touche l'usine Bacon America de Drummondville[17].

En 2022 et 2023, Olymel annonce la fermeture de 8 usines, principalement au Québec. En novembre 2022, 107 travailleurs sont mis à pied lors de la fermeture de l'abattoir de Saint-Hyacinthe, puis 29 autres à Henryville. Deux mois plus tard, en janvier 2023, Olymel annonce la fermeture de son usine de Saint-Simon (15 travailleurs), puis de celles de Blainville (134 travailleurs) et Laval (70 travailleurs) en février. Le mois suivant, l'entreprise annonce la fermeture l'usine de Vallée-Jonction (1000 travailleurs), puis celle de Princeville (300 travailleurs), et de Paris (Ontario), qui comptait 93 employés.